# Sakae Saitō
Sakae Saitō (斉藤栄 Saitō?) (14 de enero de 1933 - Yokohama, 15 de junio de 2024) fue un autor japonés de ficción popular, escribió más de cuatrocientos libros, incluidas las series "Tarot Himiko" y "Inspector Edogaw. Se mantuvo activo durante seis décadas en Japón.

## Biografía
Saitō nació en Ota-ku, Tokio. En 1944, se mudó con su madre a su ciudad natal de Fujisawa, Kanagawa. Comenzó a escribir novelas desde la secundaria. En la preparatoria, fue compañero de clase de Shintaro Ishihara y lo ayudó en la creación del círculo literario Shonan Bungei. Después de graduarse de la Universidad de Tokio con un título en derecho, comenzó a trabajar como burócrata en el ayuntamiento de Yokohama, continuando escribiendo novelas como pasatiempo. Con su formación legal y credenciales de la Universidad de Tokio, a menudo se le ofrecieron puestos más lucrativos en el gobierno central, pero siempre los rechazó, ya que eso le robaría tiempo para escribir.
En 1966, ganó el Premio Edogawa Rampo con su novela "El Asesinato del Ajedrecista". Es autor de más de 400 libros. También tenía conocimientos profundos sobre shogi y go, y en 1997 fue galardonado con el Premio Ōyama Yasuharu de shogi. Continuó con varias series de misterio superventas, creando la serie "Tarot Himeko", la serie "Inspector Edogawa Viaje de Asesinatos" y la serie "Inspector Kobayakawa", que fueron la base de varias series de televisión populares.
Saitō era conocido por su tremenda velocidad creativa, a veces produciendo varias cientos de páginas de trabajo por semana o completando una novela en el transcurso de un mes. En particular, la serie Tarot Himeko superó los 80 novelas entre 1985 y 1992, y también se le atribuye la creación de un renacimiento en la industria de la adivinación y las ventas de cartas de tarot en Japón.
Saitō falleció de causas naturales, en Yokohama, el 15 de junio de 2024, a la edad de 91 años.